# Orbea gerstneri
Orbea gerstneri är en oleanderväxtart. Orbea gerstneri ingår i släktet Orbea och familjen oleanderväxter.

## Underarter
Arten delas in i följande underarter:
- O. g. elongata
- O. g. gerstneri